# Filip Ripoll Morata
Filip Ripoll Morata, właśc. hiszp. Felipe Ripoll Morata (ur. 14 września 1878 w Teruel, zm. 7 lutego 1939 pod Gironą) – hiszpański duchowny katolicki, męczennik chrześcijański i błogosławiony Kościoła rzymskokatolickiego.
Pochodził z ubogiej, religijnej rodziny. Ksiądz Filip Ripoll Morata w seminarium diecezjalnym pełnił obowiązki kierownika duchowego, a później urząd rektora. W czasie wojny domowej przyłączył się do protestu biskupa Anselmo Polanco, za co został aresztowany. Po trwającej trzynaście miesięcy niewoli został użyty jako żywa tarcza. Zginął od kuli, a jego ciało pochowano w katedrze w Teruel.
Przez katolików wspominany jest w dzienną rocznicę śmierci.
Uznany za męczennika za wiarę, został beatyfikowany przez papieża Jana Pawła II 1 października 1995 roku w grupie 45 męczenników wojny domowej w Hiszpanii.